# Lignina
La lignina es una clase de polímeros orgánicos complejos que forman materiales estructurales importantes en los tejidos de soporte de plantas vasculares y de algunas algas. Las ligninas son particularmente importantes en la formación de las  paredes celulares, especialmente en la madera y la corteza, ya que presta rigidez y no se pudren fácilmente. Químicamente las ligninas son polímeros fenólicos reticulados.
La palabra lignina proviene del término latino lignum, que significa ‘leña, madera’; así, a las plantas que contienen gran cantidad de lignina se las denomina leñosas. La lignina se encarga de engrosar el tallo de las plantas leñosas.
La lignina está formada por la extracción irreversible del agua de los azúcares, creando compuestos aromáticos. Los polímeros de lignina son estructuras transconectadas con un peso molecular de 10 000 u.
Se caracteriza por ser un complejo aromático (no carbohidrato) del que existen muchos polímeros estructurales (ligninas). Resulta conveniente utilizar el término lignina en un sentido colectivo para señalar la fracción lignina de la fibra. Después de los polisacáridos, la lignina es el polímero orgánico más abundante en el mundo vegetal. Es importante destacar que es la única fibra no polisacárido que se conoce.
Este componente de la madera realiza múltiples funciones que son esenciales para la vida de las plantas. Por ejemplo, proporciona rigidez a la pared celular. Realmente, los tejidos lignificados resisten el ataque de los microorganismos, impidiendo la penetración de las enzimas destructivas en la pared celular.

## Historia
- La lignina fue mencionada por primera vez en 1813 por el botánico suizo A. P. de Candolle, que la describió como un material fibroso, insípido, insoluble en agua y alcohol, pero soluble en soluciones alcalinas débiles, y que se puede precipitar de la solución usando ácido.[3] Nombró la sustancia "lignina", que deriva de la palabra latina lignum,[4] es decir, 'leña'. Es uno de los polímeros orgánicos más abundantes en la Tierra, sólo superada por la celulosa. La lignina constituye el 30% del carbono orgánico no fósil[5] y el 20-35% de la masa seca de la madera.[6]

## Estructura química

Estructura de la lignina.

La molécula de lignina presenta un elevado peso molecular, que resulta de la unión de varios ácidos y alcoholes fenilpropílicos (cumarílico, coniferílico y sinapílico). El acoplamiento aleatorio de estos radicales da origen a una estructura tridimensional, polímero amorfo, característica de la lignina.
La lignina es el polímero natural más complejo en relación con su estructura y heterogeneidad. Por esta razón no es posible describir una estructura definida de la lignina; sin embargo, se han propuesto numerosos modelos que representan su estructura.

## Propiedades físicas
Las ligninas son polímeros insolubles en ácidos y solubles en álcalis fuertes como el hidróxido de sodio, que no se digieren ni se absorben y tampoco son atacados por la microflora del colon. Pueden ligarse a los ácidos biliares y otros compuestos orgánicos (por ejemplo, colesterol), retrasando o disminuyendo la absorción en el intestino delgado de dichos componentes.
El grado de lignificación afecta notablemente a la digestibilidad de la fibra. La lignina, que aumenta de manera ostensible en la pared celular de la planta con el curso de la maduración, es resistente a la degradación bacteriana, y su contenido en fibra reduce la digestibilidad de los polisacáridos fibrosos.

## Ligninas comercializadas
Solo existen dos tipos de ligninas comercialmente disponibles: las ligninas sulfonadas y las kraft ligninas. La capacidad de elaboración de productos de lignina en Asia es aproximadamente de 1,4 y 106 t/año. Solo una compañía produce kraft ligninas; las restantes producen ligninas sulfonadas. Los productos de lignina han empezado a tener una importancia creciente en distintas aplicaciones industriales.